# Царь-трава
Царь-трава́ (иногда раздельно Царь трава́) — народное название многих травянистых растений, поражающих или привлекающих внимание каким-либо из своих качеств, например: «царским» размером, причудливостью и красотой цветка, силой воздействия или непривычным, резко выделяющимся внешним видом вообще.
В языческие времена царь-трава имела тотемное или ритуальное значение, отчасти сохранившееся в заговорах, позднее, при христианстве постепенно ушла в обиход знахарей и колдунов-травников. В некоторых старых вариантах текстов бывает затруднительно определить, о какой именно траве идёт речь. Это может быть и некая травянистая «Адамова голова», заслужившая звание царь-травы, или странное растение под названием «симтарин». Тем не менее, в большинстве случаев заранее известно, о какой именно траве идёт речь, хотя их набор достаточно велик и превосходит десяток.

## Название
Этимология и семантика очевидна, она проистекает из архетипов иерархического сознания: царь-трава — превосходит все остальные, правит или царит между травами, выше их на голову хотя бы по какому-то одному признаку. Так же, как «кипарис всем древам мати», а «плакун-трава всем травам мати», между деревьев и растений также должен быть и свой царь.
Однако с выбором растительного «царя» дело обстояло не столь просто. Точно так же, как это было в случае с одоленью, в каждой местности, в зависимости от состава местной флоры, мог выделяться свой царь. Главным фактором, прежде всего, становилась сила или практическая действенность растения: оберег, отрава (оружие), лекарство. Однако не меньшей востребованностью пользовался и внешний вид, габитус травы. Царь должен был иметь и вид — тоже царский. Поэтому среди царь-трав немало растений необычных, рослых, высоких («на голову» выше) или как-то иначе выделяющихся своим обликом среди всех прочих конкурентов. Этимологически такие царь-травы тесно связаны с целой когортой растений, представление о господстве которых связано с антропоморфным толкованием местными жителями (как правило, крестьянами) их внешнего облика.
Среди близких фитонимов можно выделить, прежде всего, так называемые «дедовники», колючие сорные растения, явно выделяющиеся на местности и имеющие вид преобладания над ближним травянистым окружением. Это распространённое обиходное название тесно связано с укоренёнными понятиями о патриархальности быта или семьи: дед, хозяин, господарь, деспот, тот, кто управляет, царит на земле.:85 Григорий Потанин приводит пример, когда 120-летний дед «с плетью в руке» управлял семьей в 30 взрослых человек: «Такое деспотическое воспитание оставило по себе память в народном названии растения дедовник, которое своими колючками кровавит руки жнецов и которое также называется татарником, мордовником и царь-травой».

## Описание и приписываемые свойства
В самых старых источниках, имеющих ритуальный оттенок, внешний вид царь-травы описывается в настолько фантастических выражениях, что идентифицировать её с каким-то реальным растением попросту невозможно. Так, один из травников XVII века повествует о траве «симтарине», которую именовали «во травах царь трава» о шести листах: «Первый синь, другой червлен, третий жёлт, а четвёртый багров; а брать вечером на Иванов день, сквозь золотую гривну или серебряную; а под корнем той травы человек, и трава та выросла у него из рёбр»… Немногим более определённым выглядит описание середины XIX века от старой знахарки, которая сообщает, что «…есть трава именем глава Адамова, растет возле сильных раменных болот кустиками по пяти и по шести и по десяти листов вместе, высотою в пядь, цвет багров, иной рудожелт, а как расцветет — ино вельми хорош кукшинцами, всяким видом, <…> и та трава именуется во многих травах царь-трава…»
Совсем с иной точностью говорят об этом растении свидетели его лекарственного или ветеринарного применения. В таких случаях чаще всего возникает большой прикрытъ, называемый «царь-травой». Учитывая крайнюю ядовитость этого растения, нетрудно предположить, что царь-трава при недостаточно осторожном применении нередко приводила к смертельным исходам. Не без содрогания об этом говорит в своих записках Иван Лепёхин, для которого единственным вариантом этого растения является аконит:

Дворница, старуха пожилая, <…> взяла Царь траву, и называя ее земнымъ сокровищемъ, отрадою болящихъ, и проч: вознамѣрилася быть нашимъ Иппократомъ. Ето Царь трава, продолжала она, трава надъ травами, угодная во многихъ болѣзняхъ, отъ утробы, водяной болѣзни, отъ матки когда она засядетъ въ горлѣ; отъ паралича, отъ всякой нечисти. Я бы безъ сумнѣнія навелъ страхъ читателю, естьли бы привелъ здѣсь толкованія почтенной нашей бабушки на помянутыя болѣзни. Но какъ бабушка начала на своемъ безмѣнѣ развѣшивать пріемы, то и у насъ стали волосы дыбомъ, и вышедъ изъ терпѣнія, осмѣлилися попротивурѣчить Ескулаповой сродственницѣ.— Иван Лепёхин, «Дневные записки...», 1768
Значительно проще дело обстояло с мистическими свойствами царь-травы. Естественно, её главной и неспоримой силой считалась способность изгонять или отпугивать чертей. Ярче всех это свойство сформулировал, пожалуй, Павел Мельников-Печерский, фраза которого с тех пор переходит из одной книги в другую: «Как громовые стрелы небесные гонят тёмных бесов в преисподнюю, так и царь-трава могучей своей силою далеко прогоняет силу нечистую…» Однако в его романе под царь-травой имеется в виду уже совсем другое растение, о чём автор сообщает со всей определённостью и даже приводит в примечании латинское имя, хотя и не соответствующее русскому названию растения: это купальница (Ranunculus acris). Впрочем, бесовскую силу царь-трава в образе аконита отгоняет не хуже.:16
Одной из старых функций царь-травы была её безотказная приворотная сила. Однако скорее всё же её свойства отличались царской универсальностью. В зависимости от конкретной ситуации, она удовлетворяла почти всем потребностям: «который человек порчен да пьет — здрав будет, а кто хочет дьявола видеть или еретика, то ту траву пей и корень освяти водою и положь в церковь на престол и как минет 40 дней и ты носи при себе и узришь воздушных и водяных демонов, а кто хочет мельницу ставить — держи при себе — вода стоит, где хочешь, или церковь ставить — положь на землю ту, а как ранят человека и приложи, и та трава именуется во многих травах царь-трава».
Примерно такой же универсальностью функций отличался под названием царь-травы и Петров крест, прежде всего, это растение обладало магическими свойствами для защиты от тёмных сил. Кроме того, его использовали при поиске заговорённых кладов, зашивали в ладанки вместе с чабрецом, чтобы уберечься от злых духов и главное, считалось, что оно приносит удачу в делах.

## Метафорическое значение
В случае лекарственных растений произвольный ряд растений с подобным названием «царь-трава» несёт в себе два оттенка одного смысла. С одной стороны, это некое универсальное целебное средство, помогающее «от всего», а с другой — нечто особо значимое, уникальное, сильнодействующее, которое помогает в тех случаях, когда ничто другое не даёт результата.
если же попытаться рассматривать царь-траву вне границ утилитарного применения, можно сделать вывод, что само по себе название этого всесильного и всемогущего средства несло в себе очевидный намёк на особую власть (царскую) того, кто им обладал. В зависимости от потребности и ситуации, эта власть могла распространяться на силы природы, здоровье или отпугивать бесов. Однако главным всё-таки оставалось ощущение некоего неконкретного превосходства над обстоятельствами и окружением, поскольку такой очевидный смысл был заложен в самом названии растения.

Но если довелось тебе, случайно,

Вплотную к стройной стати подойти,

Поймёшь, что есть здесь огненная тайна,

И златом круг с проворством очерти.

Иль серебром. В нём Месяц. Солнце в злате.

Коснись травы, дыханье затая.

Коснёшься в ней глубинной благодати.

Твои — цветы, коль Царь-Трава твоя.— Константин Бальмонт, «Царь-трава» (из сборника «Ясень»), 1916

## Ботанические варианты
- Царь-трава или аконит (лат. Acónítum) — одно из народных названий борца, рода травянистых растений семейства лютиковых. Борец входит в число самых ядовитых растений, известных людям с древности.
- Царь-трава или волчец — одно из народных названий чертополоха (лат. Cárduus),[14] рослого, крепкого и очень колючего растения из семейства астровых. Чертополохом — также называют разные растения.
- Царь-трава или бодяк — одно из народных названий татарника (лат. Onopordum), мощного и очень колючего травянистого растения из семейства астровых. Татарником — также могут называть разные растения.
- Царь-трава или чу́мный ко́рень — одно из народных тривиальных названий белокопытника (лат. Petasítes),[15] крупного травянистого растения из семейства астровых, имеющего необычно крупные листья и ранние (иногда не зелёные) высокие побеги.
- Царь-трава или дигита́лис — одно из народных названий наперстянки (лат. Digitális), чрезвычайно обильно цветущего и весьма крупного растения из семейства подорожниковых.
- Царь-трава или башмачо́к — одно из тривиальных народных названий орхидеи «вене́рин башмачо́к» (лат. Cypripedium calceolus), небольшого наземного растения с необычными цветами причудливой формы.
- Царь-трава или потаённица — одно из народных названий Петрова креста,[16] низкорослого паразитического растения из семейства зарази́ховых (лат. Orobanchaceae).

Кроме того, Николай Анненков в своём Ботаническом словаре 1878 года приводит ещё несколько добавочных (отчасти, региональных) значений царь-травы:
- Царь-трава или курослеп — одно из народных названий крупной лесной купальницы (лат. Trollius europaeus,[17] а также вообще лат. Ranunculus acris), очень рослого и красивого лютика.[9]
- Царь-трава или дикий бадьян[18] — одно из народных названий ясенца (лат. Dictamnus fraxinella из семейства рутовых), обильно цветущего растения с сильным запахом, которое часто называли также «неопалимой купиной» или «терновым венцом».[19]
- Царь-трава, любко или дре́млик[20] — одно из народных названий редкой орхидеи «ятры́шник дре́млик» (лат. Orchis morio) из рода ятрышник, наземного растения с яркими и необычными соцветиями.[21]

## Галерея царь-травы
- Борец 
(Acōnítum napēllus)
- Чертополох 
(Cárduus nútans)
- Татарник 
(Onopordum acánthium)
- Белокопытник 
(Petasites hybridus)
- Наперстянка 
(Digitális purpúrea)
- Башмачок настоящий 
(Cypripedium calceolus)
- Петров крест 
(Lathraéa squamária)
- Купальница 
(Trollius europaeus)
- Ясенец 
(Dictamnus fraxinella)
- Дремлик 
(Orchis morio)